# Masbinkurbanhal, Kushtagi
Masbinkurbanhal là một làng thuộc tehsil Kushtagi, huyện Koppal, bang Karnataka, Ấn Độ.